# 1,4-ブチンジオール
1,4-ブチンジオール（1,4-butynediol）はアルキンとジオールを持つ有機化合物である。黄色の結晶性固体で、水とアルコールに溶ける。

## 合成
1,4-ブチンジオールはホルムアルデヒドとアセチレンからレッペ合成によって合成できる。
{\displaystyle {\ce {{2CH2O}+ HCCH -> HOCH2CCCH2OH}}}
銅・ビスマス触媒を用いた特許を受けた製造法もある。反応温度は90°Cから150°C、反応は圧力に依存し、その範囲は1から20 barである。

## 利用
1,4-ブチンジオールは1,4-ブタンジオールの前駆体であり、また、植物保護剤、農薬、繊維製品の添加剤、防蝕剤、可塑剤、合成樹脂、ポリウレタン類の製造にも用いられている。ビタミンB6の主原料でもある。その他、増白剤、保存料、ニッケルめっきの抑制にも使われる。

## 安全性
皮膚と眼に対し、刺激性と腐食性を持つ。